# Вортиоксетин
Вортиоксетин (Lu AA21004, торговое наименование Бринтелликс (Brintellix), Trintellix) — атипичный антидепрессант (серотониновый модулятор и стимулятор), разработанный компанией Lundbeck в партнерстве с Takeda. Европейским колледжем нейропсихофармакологии (ECNP) предложена классификация психофармакологических агентов, согласно которой вортиоксетин относится к новому классу антидепрессантов мультимодального действия. Под «модальностью» понимают «класс» фармакологических мишеней, на которые воздействует фармакологический агент. Для антидепрессантов это три классических модальности: ингибирование обратного захвата моноаминов, прямая рецепторная активность и ингибирование катаболизма моноаминов. Вортиоксетин ингибирует обратный захват серотонина и непосредственно связывается с несколькими подтипами серотониновых рецепторов. Предполагается, что следствием такого механизма действия является повышение эффективности, улучшение переносимости и ускорение наступления терапевтических эффектов.
Вортиоксетин одобрен для лечения депрессивного расстройства в США, Канаде, Евросоюзе, Российской Федерации и других странах.
Клиническими особенностями вортиоксетина являются:
- Собственный прокогнитивный эффект. У многих пациентов, достигших ремиссии, когнитивный дефицит сохраняется даже на фоне приема унимодального антидепрессанта. Предполагается концепция «когнитивной ремиссии»[4][5][6][7]
- Минимальное, либо отсутствие негативного влияния на сексуальную функцию[8][9]
- Не провоцирует нарушения сна[10][11][12]
- Отсутствие значимого влияния на способность управлять транспортными средствами[13]
- Отсутствие значимого влияния на массу тела при длительном применении[14]
- Минимальная выраженность синдрома отмены. Возможна одномоментная отмена вортиоксетина. Тем не менее, в случае длительного применения вортиоксетина в суточной дозе 15 и 20 мг, рекомендовано снижать его дозу до 10 мг/сут за неделю до полной отмены[15]

## Фармакология

### Фармакодинамический профильin vitro
Ингибирует переносчик серотонина (SERT). Не имеет клинически значимого сродства к переносчику норадреналина (NET, Ki = 113 нМ) и дофамина (DAT, Ki > 1000 нМ).
Является полным агонистом 5-HT1A рецепторов, частичным агонистом (с низкой эффективностью агонизма, Emax) 5-HT1B рецепторов и антагонистом 5-HT1D, 5-HT3 и 5-HT7 рецепторов.
| Мишень* | Аффинность (сродство) | Функциональная сила | Функциональная сила |
| Мишень* | Ki, (нМ)              | IC50 / EC50 (нМ)    | Emax (%)            |
| SERT    | 1,6                   | 5,4                 | -                   |
| 5-HT1A  | 15                    | 200                 | 96                  |
| 5-HT1B  | 33                    | 120                 | 55                  |
| 5-HT1D  | 54                    | 370                 | -                   |
| 5-HT3   | 3,7                   | 12                  | -                   |
| 5-HT7   | 19                    | 450                 | -                   |

* человеческие изоформы
Согласно современным представлениям, клиническая «ценность» прямых агонистов 5-HT1A рецепторов непосредственно определяется величиной их внутренней активности (эффективности агонизма). Довольно низкая антидепрессивная и прокогнитивная активность таких частичных 5-HT1A-агонистов, как буспирон и тандоспирон, связана с тем, что эффективность агонизма (Emax) буспирона составляет 30 % от таковой серотонина, а тандоспирона — 55-85 %. Таким образом, наибольшим терапевтическим потенциалом обладают лишь агенты с эффективностью агонизма близкой (полные и почти-полные агонисты), либо превышающей таковую серотонина (суперагонисты) в отношении постсинаптических 5-HT1A рецепторов. Вортиоксетин является почти-полным агонистом (Emax = 96 %) постсинаптических 5-HT1A рецепторов.

### Фармакокинетика у человека
Абсолютная биодоступность при приеме внутрь — 75 %
Tmax — 7-8 ч
T1/2 — 57 ч
Связь с белками крови — 99 %
Метаболиты не активны. Метаболизируется, главным образом, посредством изоферментов системы цитохрома P450 семейством: CYP2D6, а также CYP3A4/5, CYP2C9, CYP2C19, CYP2A6, CYP2C8 и CYP2B6.
Ингибиторы CYP2D6 (например, бупропион), повышают плазменную концентрацию вортиоксетина, в связи с чем может потребоваться коррекция дозы вортиоксетина.

### Предполагаемый механизм действияin vivo
5-HT1 — тормозные рецепторы (вызывают гиперполяризацию мембраны и торможение нейрона), то есть снижают вероятность возникновения потенциала действия.
5-HT3 и 5-HT7 — возбуждающие рецепторы (вызывают деполяризацию мембраны и повышают вероятность возникновения потенциала действия).
Принципиальным отличием вортиоксетина от СИОЗС является не только более быстрое и более выраженное повышение уровня синаптического серотонина, но и повышение высвобождения катехоламинов (норадреналина и дофамина) в коре головного мозга. СИОЗС же, зачастую, наоборот — снижают уровень катехоламинов, вызывая или ухудшая симптомы дефицита положительных эмоций, снижение мотивации, когнитивные нарушения и сексуальную дисфункцию. Одним из механизмов развития такого СИОЗС-индуцированного нейрокогнитивного дефицита может быть активация серотонином в коре головного мозга, тормозных вставочных ГАМКергических нейронов (через 5-HT3 и 5-HT7 рецепторы), регулирующих активность восходящих катехоламинергических систем. В этом плане, сочетанный антагонизм вортиоксетина к 5-HT3 и 5-HT7 рецепторам, представляется синергическим. Помимо увеличения высвобождения всех трех моноаминов, вортиоксетин также повышает корковый уровень ацетилхолина и гистамина.
В соответствии с гипотезой, что прямая модуляция активности рецепторов, регулирующих нейронные системы отрицательной обратной связи, может повышать высвобождение нейротрансмиттера, однократная доза вортиоксетина вызывает вдвое более выраженное повышение уровня внеклеточного серотонина в гиппокампе, по сравнению с эквивалентной (по оккупированности SERT) дозой СИОЗС. Один из механизмов такого эффекта связывают с антагонизмом в отношении 5-HT3 и 5-HT7 рецепторов, поскольку добавление к СИОЗС селективных антагонистов 5-HT3 или 5-HT7 рецептора дополнительно повышает внеклеточный уровень серотонина.
Известно, что 5-HT1A ауторецепторы, локализующиеся на дендритах и телах серотонинергических нейронов дорсального ядра шва (DRN), снижают частоту их спонтанных разрядов. Острое введение СИОЗС приводит к повышению уровня синаптического серотонина в DRN. В результате частота спонтанных разрядов серотонинергических нейронов быстро снижается. 5-HT1A соматодендритные ауторецепторы данной локализации постепенно теряют чувствительность к серотонину (десенситизируются) и частота спонтанных разрядов нейронов восстанавливается. Восстановление частоты спонтанных разрядов серотонинергических нейронов при продолжительном введении СИОЗС наступает через >7 дней. Введение вортиоксетина также, в первые часы, подавляет биоэлектрическую активность нейронов DRN, но характеризуется значительно более быстрым её восстановлением до исходного уровня — 24 ч. Постсинаптические 5-HT1A рецепторы, расположенные в коре головного мозга и гиппокампе десенситизации не подвергаются и ответственны за развитие терапевтических эффектов на всем протяжении введения препарата.
По-видимому, блокируя 5-HT3 рецепторы в продолговатом мозге, вортиоксетин снижает тормозное влияние серотонина на активность норадренергических нейронов голубого пятна (LC). Таким образом, введение вортиоксетина, в противоположность СИОЗС(Н), не сопровождается снижением частоты спонтанных разрядов норадренергических нейронов LC .
Постсинаптические 5-HT1A,также как 5-HT3 и 5-HT7 рецепторы располагаются на ГАМКергических интернейронах в префронтальной коре и гиппокампе. Считается, что стимуляция 5-HT1A, равно как и блокада 5-HT3 и 5-HT7 рецепторов данной локализации, снижает тормозное влияние ГАМКергических интернейронов (дезингибирует) на пирамидные глутаматергические нейроны, посылающие нисходящие эфференты, заканчивающиеся возбуждающими синапсами на телах дофаминергических нейронов вентральной области покрышки (VTA) и норадренергических нейронов LC. Таким образом, уровень дофамина и норадреналина в префронтальной коре и вентральном гиппокампе возрастает за счет повышения биоэлектрической активности восходящих катехоламинергических структур вследствие дезингибирования корковых пирамидных нейронов.
5-HT1B и 5-HT1D рецепторы, в частности, локализуются на пресинаптической мембране моноаминергических нейронов. Антагонизм вортиоксетина в отношении данных рецепторов может также вносить вклад в повышение синаптического уровня всех трех моноаминов в области проекций нейронов DRN, VTA и LC.
Механизм повышения уровня ацетилхолина и гистамина в префронтальной коре и гиппокампе пока изучен недостаточно.

## Эффекты в доклинике
Доклинические исследования показали, что мультимодальный фармакологический профиль вортиоксетина определяет его отличия от СИОЗС и СИОЗСН по ряду аспектов. В частности, вортиоксетин эффективен в СИОЗСН-нечувствительных моделях депрессии у животных (модель острой отмены прогестерона). Клинические и доклинические данные свидетельствуют о том, что острая отмена прогестерона может вызывать депрессию, тревогу, раздражительность, ангедонию и социальную отстраненность. Данная модель считается СИОЗС- и СИОЗСН-нечувствительной. Тем не менее, в данной модели эффективны селективный агонист 5-HT1A (флесиноксан) и селективный антагонист 5-HT3 (ондансетрон).
Аналогичным образом вортиоксетин оказался эффективен в модели когнитивных нарушений, вызванных истощением серотонина ингибитором триптофангидроксилазы. Эсциталопрам и дулоксетин оказались в данной модели неэффективными, в отличие от селективного агониста 5-HT1A флесиноксана. Кроме того, введение вортиоксетина в течение 1 месяца, частично компенсировало нарушения визуально-пространственной памяти у 12-месячных мышей, при этом флуоксетин был неэффективен.
Исследования ЭЭГ показали большие различия эффектов вортиоксетина и СИОЗС(Н) на биоэлектрическую активность коры головного мозга. В отличие от эсциталопрама и дулоксетина, вортиоксетин дозозависимо повышал уровень бодрствования, как и флесиноксан, дулоксетин и ондансетрон, но не эсциталопрам. Количественный спектральный анализ ЭЭГ показал, что вортиоксетин повышает мощность θ (4–8 Hz), α (8–12 Hz) и γ (30–50 Hz) осцилляций во фронтальной коре. Дулоксетин же не влиял на θ- и γ-ритм, но снижал мощность α-ритма, а эсциталопрам не вызывал никаких изменений. Ондансетрон (селективный антагонист 5-НТ3 рецептора) и селективный 5-НТ7-антагонист SB-269970 (≈31-35 % occupancy) повышал мощность θ-ритма. Флесиноксан (≈41 % occupancy) повышал мощность θ- и γ-ритма. Таким образом, вортиоксетин отличается от эсциталопрама и дулоксетина тем, что усиливает амплитуду θ-, α- и γ-осцилляций в коре лобных долей головного мозга. Следствием этого, вероятно, и является активация корковых сетей, отвечающих за когнитивные функции.

## Клинические исследования эффективности

### Большое депрессивное расстройство
При большом депрессивном расстройстве (БДР), вортиоксетин изучался в 12 краткосрочных (6-, 8- и 12-недельных) рандомизированных двойных-слепых контролируемых клинических исследованиях в суточных дозах 5 мг, 10 мг, 15 мг и 20 мг (NCT00839423 NCT00735709, NCT01140906, NCT01153009, NCT01163266, NCT00811252, NCT01422213, NCT01488071, NCT00672620, NCT00672958, NCT00635219, NCT01179516). Из них 11 были плацебо-контролируемыми. В 8 из них вортиоксетин показал статистически значимое превосходство над плацебо (NCT00839423, NCT00735709, NCT01140906, NCT01153009, NCT01163266, NCT00811252, NCT01422213) и агомелатином (NCT01488071) .
В 12-недельном исследовании у пациентов, с недостаточной эффективностью предшествующей монотерапии СИОЗС и СИОЗСН, вортиоксетин сравнивался с агомелатином (NCT01488071). При этом производили одномоментное переключение с СИОЗС(Н) на вортиоксетин или агомелатин. По первичным параметрам эффективности вортиоксетин превосходил агомелатин на 2,2 пункта по шкале MADRS (p < 0.01). Анализ вторичных конечных точек показал, что вортиоксетин также значимо превосходит агомелатин по частоте ответа и ремиссии к концу 8 и 12 недели. Кроме того эффект вортиоксетина по времени опережал агомелатин по влиянию на симптомы депрессии (MADRS, CGI), тревоги (HAM-A), общее функционирование и качество жизни (Sheehan Disability Scale, EuroQol-5), а также семейное функционирование (DFFS). Число выбывших из-за нежелательных реакций за весь период исследования было также значимо ниже в группе вортиоксетина (5.9 % vs 9,5 %).
Долгосрочные исследования противорецидивной эффективности показали, что частота рецидива депрессии на фоне длительного применения вортиоксетина была в два раза ниже, чем на фоне приема плацебо (13 % vs 26 %).

### Когнитивная дисфункция при БДР
В исследование NCT00811252 включались пожилые пациенты с депрессией (средний возраст — 70,6 лет). Анализ вторичных конечных точек включал оценку исполнительных функций, внимания, скорости обработки информации и вербальную память в тесте Рея на слухоречевое заучивание (RAVLT) и тесте замены цифровых символов (DSST). В тесте RAVLT как вортиоксетин, так и дулоксетин оказались статистически значимо лучше плацебо. В то же время только вортиоксетин значимо превосходил плацебо в тесте DSST. RAVLT характеризует показатели памяти, а DSST — исполнительные функции, скорость обработки информации, концентрацию внимания.
Апостериорный анализ результатов клинических исследований вортиоксетина, включавших в качестве вторичных конечных точек оценку динамики улучшения когнитивных функций, показал, что улучшение когнитивной дисфункции не являлось следствием развития антидепрессивного эффекта. Положительное влияние на когнитивное функционирование является собственным прямым эффектом вортиоксетина.

### Генерализованное тревожное расстройство
Результаты проведённых КИ противоречивы. Из пяти КИ, вортиоксетин показал значительное превосходство над плацебо только в двух (одно из них было исследованием долгосрочной эффективности). Тем не менее, мета-анализ четырёх краткосрочных исследований показал значимое превосходство эффективности вортиоксетина над плацебо, особенно у пациентов с тяжелой формой ГТР (общий балл по шкале HAM-A >25).

### Другие исследуемые показания

#### Синдром дефицита внимания и гиперактивности у взрослых
Вортиоксетин в двух дозовых группах (10 мг и 20 мг) исследуется в краткосрочном 12-недельном плацебо-контролируемом КИ II фазы NCT02327013.
Первичная конечная точка: изменение балла по шкале AISRS [ADHD Investigator Symptom Rating Scale], для оценки невнимательности и гиперактивности-импульсивности.
Вторичные конечные точки: изменение балла по шкалам BRIEF-A [Behavior Rating Inventory of Executive Function -Adult version] и SDS [Sheehan Disability Scale].

#### Негативные симптомы шизофрении (в дополнение к антипсихотику)
Плацебо-контролируемое 16-недельное исследование IV фазы по оценке эффективности дополнительной терапии вортиоксетином в отношении негативных и когнитивных симптомов шизофрении NCT02357797. В исследование включаются пациенты без позитивных психотических симптомов, стабильные в течение, по крайней мере, трех месяцев, антипсихотическая терапия которых не менялась в течение, по крайней мере, четырёх недель, без сопутствующих депрессивных и экстрапирамидных симптомов.
Дополнительная стратификация пациентов производится в зависимости от длительности заболевания на момент включения в исследование (до 5 лет или более) с целью определения влияния продолжительности заболевания на выраженность клинического ответа на вортиоксетин. Целевая суточная доза вортиоксетина составляет 20 мг.
Первичная конечная точка: изменение балла по шкале NSA-16 [Negative Symptom Assessment Scale].
Вторичная конечная точка: изменение балла по MCCB [MATRICS Consensus Cognitive Battery].

## Безопасность и переносимость
Наиболее частой нежелательной побочной реакцией, наблюдавшейся в ходе клинических исследований, была тошнота. Нежелательные реакции были легкой и умеренной степени тяжести и наблюдались в течение первых двух недель терапии. Реакции, обычно, были преходящими и не требовали отмены препарата. Реакции со стороны органов пищеварения чаще наблюдались у пациентов женского пола.
Отдельные случаи развития серотонинового синдрома наблюдались при применении в монотерапии СИОЗС, СИОЗСН и других серотонинергических антидепрессантов, включая вортиоксетин. Известно, что применение серотонинергических антидепрессантов в комбинации с другими серотонинергическими препаратами повышает риск развития серотонинового синдрома. Таким образом, следует по возможности избегать одновременного применения вортиоксетина в комбинации с триптофаном, 5-гидрокситриптофаном, триптанами, трициклическими антидепрессантами, фентанилом, трамадолом, литием, буспироном и экстрактом зверобоя.
Риска удлинения интервала QTc у здоровых добровольцев при применении вортиоксетина в дозе 40 мг в сутки обнаружено не было.

### Сексуальная дисфункция
Определение частоты развития сексуальной дисфункции (снижение либидо, интенсивности сексуального возбуждения, задержка эякуляции, аноргазмия, снижение интенсивности оргазма, эректильная дисфункция и др.), возникающей на фоне применения СИОЗС(Н) [TESD, treatment-emergent sexual dysfunction], на основании спонтанных сообщений пациентов, не является объективным методом оценки, ввиду интимности жалоб. TESD обычно не декларируется пациентами спонтанно, но зачастую является главной причиной отказа от продолжения приема антидепрессанта, особенно среди молодых пациентов.
В исследованиях вортиоксетина использовалась Аризонская шкала сексуального опыта (ASEX). TESD определялась как сексуальная дисфункция отсутствующая до начала введения препарата (общий балл по шкале ASEX ≥19, при том, что по каждому индивидуальному пункту — не менее 5), но отмечающаяся хотя бы на двух последовательных визитах исследования. Совокупный анализ 7 краткосрочных исследований вортиоксетина показал, что общая частота TESD (без учёта дозовых групп) значимо не отличилась от плацебо (37 % vs 32 %), в то же время, в группе дулоксетина (60 мг/сут) она составляла 48,2 %. С учётом же дозовых групп пациентов наблюдалась зависимость частоты от дозы. В группе вортиоксетина 5 мг/сут, частота TESD была значимо ниже, чем в группе плацебо и составляла 25,7 %. В группе вортиоксетина 10 мг/сут, была схожей с плацебо — 35,3 %. В группе вортиоксетина 20 мг/сут — 46,1 %.
Исследование переключения пациентов с TESD, находящихся в ремиссии на фоне приема СИОЗС, на вортиоксетин или эсциталопрам показало выраженное улучшение качества сексуального функционирования по большинству параметров (по шкале CSFQ-14) на протяжении всех трех фаз интимной близости, при переключении на вортиоксетин в сравнении с эсциталопрамом.
Одним из возможных объяснений отсутствия значимого отрицательного влияния вортиоксетина на качество сексуального функционирования, могут служить данные доклинических исследований. Было показано, что добавление эффективного агониста 5-HT1A рецепторов устраняет вызванные введением СИОЗС нарушения сексуального поведения у животных. Таким образом, дополнительная стимуляция 5-HT1A рецепторов, в условиях повышенного уровня серотонина, может снижать его негативное влияние на сексуальные функции.

### Нарушения сна
В клинических исследованиях риск развития нежелательных реакций, связанных со сном (бессонница, ранняя бессонница, средняя бессонница, поздняя бессонница, гипосомния, диссомния, снижение качества сна), на фоне приема вортиоксетина составлял 2,0 — 5,1 % и значимо не отличался от плацебо (4,4 %), в отличие от СИОЗС(Н) .
Показано, что 5-HT1A, 5-HT1B, 5-HT3 и 5-HT7 рецепторы играют важную роль в регуляции сна. Так, стимуляция 5-HT1A рецепторов способствует повышению уровня бодрствования. Кроме того, стимуляция 5-HT1A и блокада 5-HT7 рецепторов укорачивает REM-фазу сна.
В исследованиях на животных показано, что введение селективного антагониста 5-HT7 рецепторов предотвращает возникновение СИОЗС-индуцированных микропробуждений (non-REM или REM-сон, прерываемый короткими 10-секундными эпохами бодрствования) — эквивалента, наблюдаемой в клинике, фрагментации сна при применении СИОЗС. Полисомнографическое исследование вортиоксетина обнаружило супрессию REM-сна у здоровых добровольцев. В сравнении с пароксетином, при одном и том же уровне оккупированности SERT, вортиоксетин в значительно меньшей степени влияет на REM-сон.

### Синдром отмены
Симптомы, возникающие в результате одномоментной отмены вортиоксетина, исследовались в рамках трех краткосрочных клинических исследований эффективности и были схожими по частоте и выраженности с плацебо. По крайней мере, отчасти, это можно объяснить длительным периодом полувыведения вортиоксетина (57 ч). Возможна одномоментная отмена вортиоксетина. Тем не менее, в случае длительного применения вортиоксетина в суточной дозе 15 и 20 мг, рекомендовано снижать его дозу до 10 мг/сут за неделю до полной отмены

## Режим дозирования
Лечение начинают в суточной дозе 10 мг. Диапазон рекомендованных терапевтических доз 5 — 20 мг в сутки.
Препарат принимают один раз в день вне зависимости от приема пищи.

## Противопоказания
- Повышенная чувствительность к действующему веществу или любой составляющей препарата.
- Одновременное применение с неселективными ингибиторами МАО или селективными ингибиторами МАО-А.
- С осторожностью: тяжелая почечная и печеночная недостаточность; мания и гипомания; фармакологически неконтролируемая эпилепсия, судорожные припадки в анамнезе; выраженное суицидальное поведение; цирроз печени; склонность к кровотечениям; одновременный прием с ингибиторами МАО В (селегилин, разагилин), серотонинергическими лекарственными препаратами, препаратами, снижающими порог судорожной готовности, литием, триптофаном, лекарственными препаратами, содержащими зверобой продырявленный, пероральными антикоагулянтами и лекарственными препаратами, влияющими на тромбоцитарную функцию, препаратами, способными вызвать гипонатриемию, электросудорожная терапия, пожилой возраст.

## Лекарственное взаимодействие
- Необратимые неселективные ингибиторы МАО (фенелзин, транилципромин) — в связи с риском серотонинового синдрома противопоказано любое сочетание с препаратами данной группы. Лечение вортиоксетином не следует начинать раньше чем через 14 дней после прекращения терапии необратимыми неселективными ингибиторами МАО. Приём препарата необходимо прекратить минимум за 14 дней до начала лечения необратимыми неселективными ингибиторами МАО
- Обратимые селективные ингибиторы МАО-А (например, моклобемид) также противопоказаны
- Необратимые селективные ингибиторы МАО-В (селегилин, разагилин) не рекомендовано сочетать с вортиоксетином, несмотря на отсутствие такого предостережения для СИОЗС.
- Лекарственные средства, снижающие судорожный порог — следует с осторожностью применять с другими антидепрессантами (ТЦА, СИОЗС, СИОЗСН, бупропион), нейролептиками (фенотиазины, бутирофеноны и тиоксантены), а также мефлохином и трамадолом.
- Электросудорожная терапия — исследования не проводились.
- Ингибиторы цитохрома Р450 — увеличение частоты побочных эффектов, требуется снижения дозы.
- Омепразол — влияние однократного приема 40 мг омепразола (ингибитор CYP2C19) на фармакокинетику вортиоксетина у здоровых добровольцев не наблюдалось.
- Индукторы цитохрома Р450 (рифампицин, карбамазепин, фенитоин) — наблюдается снижение AUC вортиоксетина на 72 %, может потребоваться коррекция дозы.
- Ацетилсалициловая кислота — взаимодействия не отмечено.
- Антикоагулянты и антиагреганты (в том числе ацетилсалициловая кислота) — взаимодействия не отмечено. Однако, как и при применении других серотонинергических средств, следует проявлять осторожность при применении вортиоксетина в сочетании с пероральными антикоагулянтами или антиагрегантами из-за потенциального повышения риска кровотечений.
- Алкоголь — существенных эффектов не отмечено. Однако применять вортиоксетин в сочетании с алкоголем не рекомендуется.
- Бензодиазепины — не отмечено существенных побочных эффектов.
- Комбинированные оральные контрацептивы (КОК) — влияние на уровни половых гормонов (по сравнению с плацебо) после одновременного применения вортиоксетина с КОК (этинилэстрадиол 30 мкг / левоноргестрел 150 мкг) не обнаружено.
- Литий и триптофан — были сообщения об усилении эффектов при использовании антидепрессантов серотонинергического действия вместе с литием или триптофаном, поэтому при одновременном применении с этими лекарственными средствами следует быть осторожным.

## Детский возраст
Клинические исследования среди пациентов детского возраста не проводились, безопасность и эффективность вортиоксетина для пациентов в возрасте до 18 лет не установлены.
Планируется два сравнительных (с флуоксетином) плацебо-контролируемых клинических исследования III фазы вортиоксетина у детей в двух возрастных группах: 7 — 11 лет NCT02709655 и 12 — 17 лет NCT02709746.